# Mihaela Nunu
Mihaela Roxana Nunu (* 10. Mai 1989 in Brașov) ist eine rumänische Leichtathletin, die sich auf den Mittelstreckenlauf spezialisiert hat und auch im Sprint an den Start ging.

## Sportliche Laufbahn
Erste internationale Erfahrungen sammelte Mihaela Nunu im Jahr 2007, als sie bei den Balkan-Meisterschaften in Sofia im 400-Meter-Lauf in 58,84 s den fünften Platz belegte. Im Jahr darauf schied sie bei den Juniorenweltmeisterschaften in Bydgoszcz mit 56,01 s in der ersten Runde aus und verpasste auch mit der rumänischen 4-mal-400-Meter-Staffel mit 3:41,39 min den Einzug ins Finale. 2009 schied sie bei den U23-Europameisterschaften in Kaunas mit 57,75 s erneut in der Vorrunde aus und belegte mit der Staffel in 3:38,43 min den achten Platz. 2011 startete sie im 800-Meter-Lauf bei den Halleneuropameisterschaften in Paris, schied dort aber mit 2:06,67 min in der ersten Runde aus und anschließend siegte sie bei den Balkan-Meisterschaften in Sliwen in 3:42,27 min mit der Staffel. Daraufhin scheiterte sie bei den U23-Europameisterschaften in Ostrava mit 2:07,49 min in der Vorrunde über 800 Meter und klassierte sich mit der Staffel in 3:36,76 min auf dem fünften Platz. 
2014 siegte sie bei den Balkan-Hallenmeisterschaften in Istanbul in 2:04,19 min über 800 Meter und anschließend belegte sie bei den World Relays auf den Bahamas in 8:23,12 min den sechsten Platz mit der 4-mal-800-Meter-Staffel. Daraufhin gewann sie bei den Balkan-Meisterschaften in Pitești in 2:04,69 min die Silbermedaille über 800 Meter und schied dann bei den Europameisterschaften in Zürich mit 2:03,27 min in der Vorrunde aus. Im Jahr darauf verteidigte sie bei den Balkan-Hallenmeisterschaften in Istanbul mit 2:04,93 min ihren Titel und siegte auch mit der rumänischen 4-mal-400-Meter-Staffel in 3:44,15 min. Bei den Freiluftmeisterschaften in Pitești gewann sie dann in 2:07,25 min die Bronzemedaille und im Oktober wurde sie bei den Militärweltspielen im südkoreanischen Mungyeong in 2:03,23 min Sechste. 2016 siegte sie in 2:04,84 min ein weiteres Mal bei den Balkan-Hallenmeisterschaften und bei den Freiluftmeisterschaften in Pitești gewann sie in 2:05,10 min die Silbermedaille über 800 Meter und belegte im 1500-Meter-Lauf in 4:27,34 min den vierten Platz. Nach zwei Jahren Wettkampfpause versuchte sich Nunu 2019 beim Volkswagen Halbmarathon in Bukarest und wurde dort nach 1:23:55 h auf Anhieb Dritte.
In den Jahren 2015 und 2016 wurde Nunu rumänische Meisterin im 800-Meter-Lauf im Freien sowie 2014 in der Halle. Zudem siegte sie von 2010 bis 2013 sowie 2015 in der 4-mal-400-Meter-Staffel und 2011 und 2012 auch in der 4-mal-100-Meter-Staffel.

## Persönliche Bestleistungen
- 400 Meter: 54,52 s, 20. Mai 2011 in Bukarest
  - 400 Meter (Halle): 55,34 s, 18. Februar 2011 in Bukarest
- 800 Meter: 2:02,57 min, 11. Mai 2014 in Bukarest
  - 800 Meter (Halle): 2:04,19 min, 22. Februar 2014 in Istanbul
- 1500 Meter: 4:18,92 min, 16. Juli 2016 in Cluj-Napoca
  - 1500 Meter (Halle): 4:27,18 min, 27. Januar 2012 in Bukarest
- Halbmarathon: 1:23:55 h, 13. Oktober 2019 in Bukarest